# Phyllanthus sponiifolius
Phyllanthus sponiifolius är en emblikaväxtart som beskrevs av Johannes Müller Argoviensis. Phyllanthus sponiifolius ingår i släktet Phyllanthus och familjen emblikaväxter. Inga underarter finns listade i Catalogue of Life.